# Katonai demokrácia
A katonai demokrácia történetfilozófiai fogalom, a társadalom politikai megszerveződésének egyik átmeneti történelmi formája a törzsi társadalmak felbomlása korában, az államok kialakulása előtt. Ez a társadalmi forma a világ minden táján előfordult a társadalmi fejlődés bizonyos fokán, de különösen jellemző volt az eurázsiai népvándorláskor népeire, köztük a honfoglalás előtti magyarságra is.
A fogalom a mai tudományban nem általánosan elfogadott, kevés történész, társadalomtudós alkalmazza.

## Tartalma

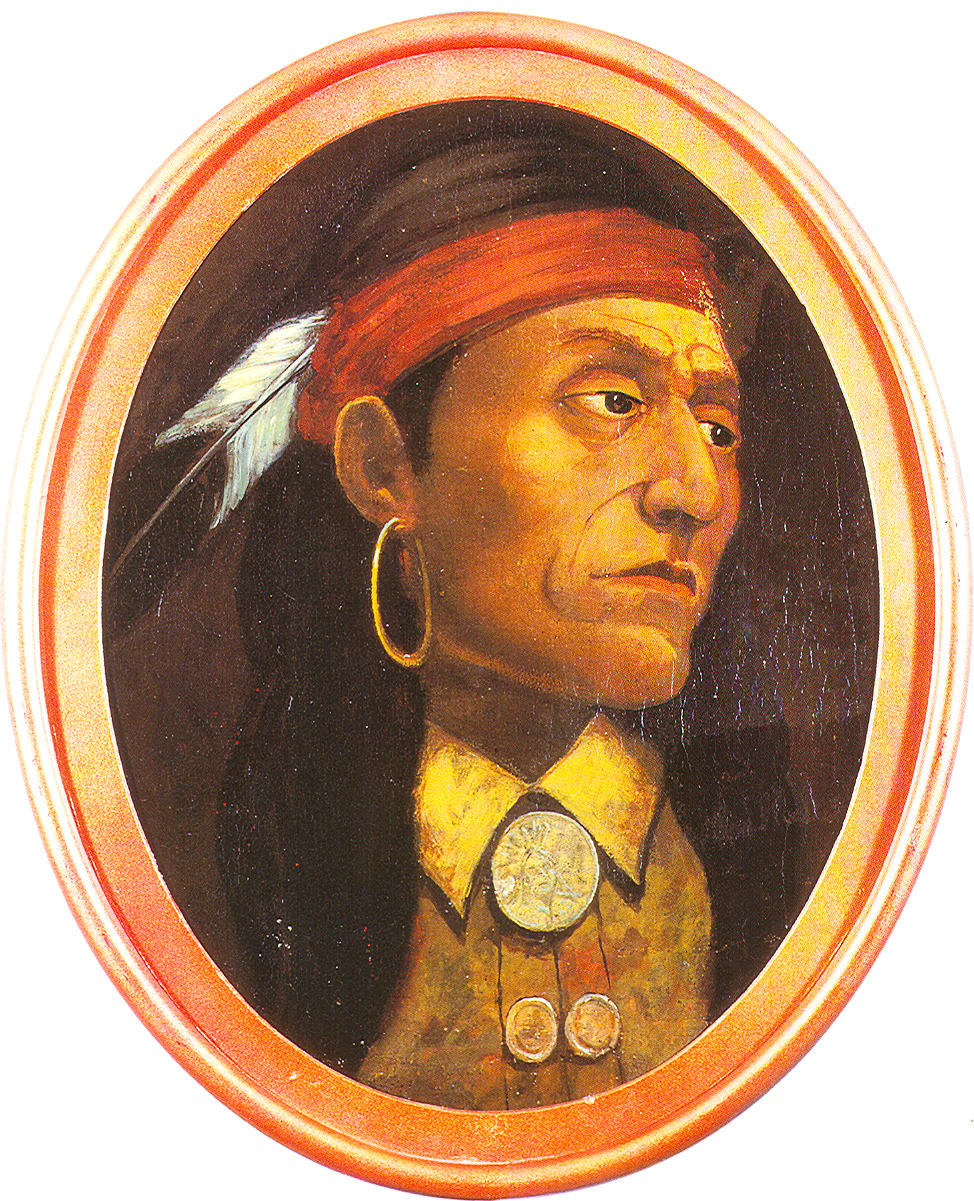
Pontiac, az otavák törzsének hadvezére (John Mix Stanley festménye egy régebbi kép alapján, kb. 1835–1850)

A koncepciót Lewis Henry Morgan dolgozta ki „Ancient Society” című munkájában Arisztotelésznek a baszileusz szerepére vonatkozó meghatározásával kapcsolatban, ami szerint a baszileusz katonai és papi feladatokat látott el, de nem volt polgári vezető szerepe. Morgan ennek alapján úgy fogalmazott, hogy a katonai demokráciát a társadalom katonai szervezettsége, a megválasztható és leváltható legfelsőbb vezető, a vének tanácsából és a népgyűlésből álló igazgatási rendszer jellemzi. Morgan különösen az irokézek társadalmának, választott katonai vezetőjük szerepének vizsgálatából vonta le következtetéseit.
Morganhez hasonlóan Karl Marx is hangsúlyozta a korabeli társadalmakban, a nemzetségek és törzsek körében a katonai és a polgári vezetés szétválását. Megjegyezte, hogy a baszileusz, a bulé és a népgyűlés a katonai demokrácia egyik változatának az intézményei voltak. Számára az irokéz katonai vezető, az azték „teuctli”, a görög „βασιλεύς” (baszileusz) és a latin „rex” ugyanannak a hivatalnak a nevei voltak a „barbárság” különböző szintjein.  Az athéniak az i. e. 8. században aztán eltörölték a baszileusz hivatalát, mert az többször is beavatkozott a polgári életbe, és katonai erejét a nemzetségekkel szembeni harcra használta fel. Marx ezzel a felfogásával szembefordult George Grote angol történész nézeteivel, aki szerint a régi társadalmakban a katonai és a polgári vezető szerepe egybeesett.
Friedrich Engels általánosította a fogalmat A család, a magántulajdon és az állam eredete című művében az ókori görög polisz példája alapján, amelynek szabad polgárai harcosok is voltak, vagy állandó háborús készenlétben éltek. Engels számára a katonai vezető (mindig megkülönböztetve a civil vezetőtől), a vének tanácsa és a népgyűlés állandó intézmények voltak ezekben a társadalmakban, amelyek folyton háborúztak, a háborút tekintették a társadalom egyik fő céljának. Ezek a társadalmak olyan körülmények között jöttek létre, amelyekben a szomszédok kifosztása révén könnyebb volt gyarapodni, mint termelő munkával, például a letelepedett gazdálkodók és a mozgó nomádok térbeli közelsége miatt. A gyakori bosszúhadjáratokból is kialakulhatott egy tartósan háborús életmód, amely a rabláson alapult, és amelyben a társadalom tagjainak megbecsültsége a katonai sikereiktől függött.
A lovasnomád népek és a letelepült, földművelő, az ázsiai termelési mód körülményei között élő társadalmak között gyakran alakult ki egyfajta szimbiózis, mint Ázsiában Kína és a tőle nyugatra, északra élő ázsiai hunok, türkök, mongolok között. Ezek a nomádok eredetileg a katonai demokrácia körülményei között éltek, majd a katonai vezetők igyekeztek örökletessé tenni hatalmukat, és ez általában végül sikerült is nekik. A nomádok rablóhadjáratokat vezettek, a földművelő birodalmak védekeztek vagy adózással („ajándékozással”) vásárolták meg a békét, de békés időszakok is voltak, amikor kereskedtek egymással. Többször előfordult, hogy a nomádoknak sikerült megdönteniük egy-egy birodalmat, elfoglalták azt. Utána aztán asszimilálódtak a földművelők tengerében, és hamarosan ők kerültek a védekező fél szerepébe a kívülről támadó új nomád törzsekkel szemben.
20. századi szerzők a fogalommal kapcsolatban azt emelik ki, hogy az mindenképpen egy átmeneti jellegű társadalmat jelöl, amely az ősközösségi társadalom felbomlása után alakult ki a nomadizáló társadalmakban, különösen az eurázsiai lovasnomádok körében, de amelyben a katonai vezetők állandó és erőteljes törekvése érvényesült hatalmuk örökletessé tételére és kiterjesztésére a társadalom egész életére. Ezek a törekvések sikerük esetén egyben a katonai demokrácia felszámolását is jelentették. A történelemben egyetlen ismert példa van a nomádok katonai demokráciájának átnövésére letelepedett demokráciába, ez a görög polisz előtörténete, amikor a bevándorló görög törzsek megdöntötték és felváltották az ázsiai termelési mód körülményei között élő városállamok, Mükéné és társai uralmát.

### A nomád katonai szervezet demokratizmusa
A katonai demokrácia egyik megnyilvánulása a nomád katonai szervezet demokratizmusa. A nomád népek társadalmában mindenkinek joga és kötelessége az egy személyre méretezett fegyverek tartása. A közösség igényli és honorálja minden tagjának maximális erőfeszítéseit. Minden teljes jogú férfi egyenlő lehetőségekkel indul a háborúba. A harcosok a katonai teljesítménye arányában részesülnek a zsákmányból és a megbecsülésből. Az egyes személyek azonban nem vonhatják ki magukat a közösség ellenőrzése alól. A nomád társadalmakban is jelen vannak az egyéni vagyonszerzésre irányuló törekvések, ezek azonban nem válhatnak tartósan és visszavonhatatlanul valóra, mivel nagyobb vagyon nem csak a közösség ellenére, de még nélküle sem védhető meg; a leggyakoribb vagyon, az állatállomány pedig közösen birtokolt és védett törzsi-nemzetségi tulajdon. A harcos tekintélye, megbecsülése pedig magától értetődően csak a közösségen belül érvényesülhet, azon kívül értelmét veszti. A közösségben elfoglalt vezető szerep viszont képes megszerezni és stabilizálni, biztosítani és védelmezni a kivívható előnyöket.
A közösség vezére is csakúgy, mint az utoljára csatlakozott harcos, aki előbb-utóbb teljes jogú taggá válik, alá van vetve a közösség érdekeinek, de eredményes szolgálatáért el is várhatja a megbecsülést és az anyagi jutalmat egyaránt. Azonban a vezérnek is, mint minden tagnak, olyan teljesítményt kell nyújtania, amit a közösség – aktívan vagy passzívan – jóváhagy.

## A fogalom továbbfejlesztése és kritikája
A koncepció hívei a homéroszi korszak görög királyságait katonai demokráciáknak nevezik, mások azonban arra hívják fel a figyelmet, hogy a "nép" és a "nemesség" szerepét a homéroszi eposzok markánsan megkülönböztetik.
A 20. században több történész rámutatott, hogy a fogalom jól alkalmazható az ázsiai lovasnomád népekre, de a kora középkori germánokra, a keltákra, illetve a zulukra és a 16–18. századi kozákokra is, akik szigorú, de demokratikus jellegű szervezetben éltek választott atamánok vezetésével.

## Fordítás
- Ez a szócikk részben vagy egészben  a   Militärdemokratie című német Wikipédia-szócikk ezen változatának fordításán alapul.  Az eredeti cikk szerkesztőit annak laptörténete sorolja fel. Ez a jelzés csupán a megfogalmazás eredetét és a szerzői jogokat jelzi, nem szolgál a cikkben szereplő információk forrásmegjelöléseként.